# Rafflesiales
Rafflesiales é o nome botânico, entretanto caído em desuso, de uma ordem de plantas com flor. O nome foi primeiramente publicado por Daniel Oliverem 1895. O sistema Cronquist utilizava este termo para uma ordem colocada na subclasse Rosidae, sendo constituído pelas seguintes famílias (1981):
- ordem Rafflesiales
família Hydnoraceae
família Mitrastemonaceae
família Rafflesiaceae

O sistema APG II não coloca a família Rafflesiaceae (com três géneros) em nenhuma ordem específica. Também não colocado ficou o género Mitrastema. No entanto, o APG II integra a família Hydnoraceae na ordem Piperales.
No entanto, pesquisa recente coloca a família Rafflesiaceae na ordem Malpighiales .